# 马蒂亚·柳贝克
马蒂亚·柳贝克（1953年11月22日—2000年10月11日），克罗地亚男子皮划艇运动员。他曾代表克罗地亚参加1976年、1980年、1984年和1988年夏季奥林匹克运动会皮划艇比赛，获得二枚金牌、一枚银牌和一枚铜牌。